# Guillermo Molins
Guillermo Federico Molins Palmeiro (Montevideo, 26 de septiembre de 1988) es un exfutbolista uruguayo, nacionalizado sueco, que jugaba como centrocampista.

## Trayectoria
Molins, jugó como juvenil para varios equipos suecos, hasta que recaló en las filas del filial del Malmö FF. Con el equipo de Malmö, debutó en la Allsvenskan (la liga sueca) en 2006.
Desde entonces fue entrando poco a poco en el primer equipo y, a partir de 2008, el entrenador le alternaba en la mediapunta del equipo con Jiloan Hamad, y en el extremo con Jimmy Durmaz. En 2010 realizó su mejor temporada con 7 goles en 28 encuentros, temporada en la que el conjunto sueco se alzó con el título liguero.
Tras una temporada con algunas lesiones, el 25 de mayo de 2011, el director técnico del equipo, afirmó que Molins abandonaría el club en verano, ya que el jugador no aceptó las condiciones de renovación del contrato.
Tras este periodo, el 17 de junio de 2011, el jugador fichó por el R. S. C. Anderlecht de la Primera División de Bélgica. Tras comenzar la temporada, se lesionó gravemente de la rodilla, percance que le tuvo separado de los terrenos de juegos durante 10 meses.
El 18 de enero de 2013 se hizo oficial la cesión al Real Betis hasta final de temporada, con opción a compra. Al término de la misma volvió a las filas del Malmö FF.
El 7 de julio de 2016 se oficializó, tras tres temporadas, su desvinculación del equipo sueco y se marchó a la Liga China a las filas del Beijing Renhe. Sin embargo, jugaría solo 14 partidos sin marcar goles, y su trayectoria seguiría en Grecia.
El 8 de febrero de 2017 el Panathinaikos FC de la Superliga de Grecia oficializó la compra de Guillermo.

## Selección nacional
A pesar de su origen uruguayo, Molins hizo su debut internacional sub-21 con Suecia el 25 de mayo de 2008, frente a Portugal sub-21. Después, formó parte del equipo sueco que participó en la Eurocopa Sub-21 de 2009, disputada en Suecia.
Finalmente, hizo su debut internacional absoluto frente a Omán, como parte de la gira invernal del combinado sueco en enero de 2010.

## Clubes
- Actualizado el 14 de mayo de 2016.

| Club                         | País    | Año       | PJ (goles) |
| ---------------------------- | ------- | --------- | ---------- |
| Malmö FF                     | Suecia  | 2006-2011 | 116 (19)   |
| R. S. C. Anderlecht          | Bélgica | 2011-2013 | 11 (1)     |
| Real Betis Balompié (cedido) | España  | 2013      | 5 (0)      |
| Malmö FF                     | Suecia  | 2013-2016 | 47 (26)    |
| Beijing Renhe                | China   | 2016      | 14 (0)     |
| Panathinaikos F. C.          | Grecia  | 2017-2018 | 22 (4)     |
| Malmö FF                     | Suecia  | 2018-2020 |            |
| Sarpsborg 08 FF              | Noruega | 2020      |            |
| Rosenborg Ballklub           | Noruega | 2021      |            |
| Sarpsborg 08 FF              | Noruega | 2021-2022 |            |

## Palmarés

### Títulos nacionales
| Título                      | Club                | País    | Año     |
| --------------------------- | ------------------- | ------- | ------- |
| Allsvenskan                 | Malmö FF            | Suecia  | 2010    |
| Primera División de Bélgica | R. S. C. Anderlecht | Bélgica | 2011-12 |
| Allsvenskan                 | Malmö FF            | Suecia  | 2013    |
| Supercopa de Suecia         | Malmö FF            | Suecia  | 2013    |
| Allsvenskan                 | Malmö FF            | Suecia  | 2014    |